# Cygnus falconeri
Pour les articles homonymes, voir Falconeri.
Espèce
Cygnus falconeri est une espèce fossile géante de cygnes. Il a vécu au Pléistocène moyen à Malte et en Sicile.

## Historique
Il a été décrit par William Kitchen Parker en 1865.

## Caractéristiques
Cygnus falconeri mesurait de 1,90 à 2,10 m de la tête à la queue. Il était donc plus grand que Cygnus olor, le cygne commun (1,45 à 1,60 m).
Quoique moins lourd, il aurait été plus grand que les éléphants nains de la région à cette époque (Elephas falconeri et Elephas melitensis). En raison de sa taille, il ne devait pas être un bon voilier. 

## Extinction
Il a disparu avant le développement de la chasse, peut-être en raison d'une inadaptation à un changement climatique ou de l’arrivée dans son biotope de nouveaux concurrents ou de nouveaux prédateurs.